# Aniela Cukier
Aniela Cukier, także Aniela Cukierówna (ur. 1 stycznia 1900 w Warszawie, zm. 3 kwietnia 1944 tamże) – polska malarka i graficzka żydowskiego pochodzenia.

## Życiorys
Pochodziła z warszawskiej rodziny zasymilowanych Żydów. Naukę rozpoczęła w Szkole Malarstwa i Rysunku Konrada Krzyżanowskiego u Krzyżanowskiego i Adama Rychtarskiego, po czym w latach 1923–1931 studiowała na warszawskiej Szkole Sztuk Pięknych. Dodatkowo uczyła się w pracowniach Ludwika Gardowskiego i Edmunda Czerwińskiego. W latach 1924–1930 zajmowała się opieką nad więźniami politycznymi w Delegaturze Czerwonego Krzyża, w której współpracowała ze Stefanią Sempołowską.
Należała do Związku Polskich Artystów Grafików oraz do Związku Polskich Artystów Plastyków. Uczestniczyła w plenerach malarskich w Kazimierzu, m.in. w 1924, 1929 i 1938 roku. W lipcu i sierpniu 1934 roku tworzyła grafiki na plenerze w Krzemieńcu i Wiśniowcu, a także brała udział w dwóch wystawach w Krzemieńcu (1934, 1935). Swoje wrażenia z pobytu opisała w „Arkadach”. Brała udział przede wszystkim w wystawach zbiorowych, bowiem przed 1939 rokiem wystawy indywidualne graficzek były rzadkością, choć ich prace licznie przedstawiano w wystawach zbiorowych. Wyjątek stanowiła wystawa podwójna z Marią Obrębską w oddziale Instytutu Propagandy Sztuki w Łodzi.
Podczas wojny mieszkała nadal w Warszawie, ukrywając się z pomocą fałszywych dokumentów. Tworzyła drzeworyty, a wraz z m.in. Stefanem Mrożewskim i Jerzym Jarnuszkiewiczem należała do konspiracyjnego Koła Miłośników Grafiki i Ekslibrisu. Zmarła 3 kwietnia 1944 z psychicznego i fizycznego wycieńczenia.

## Twórczość

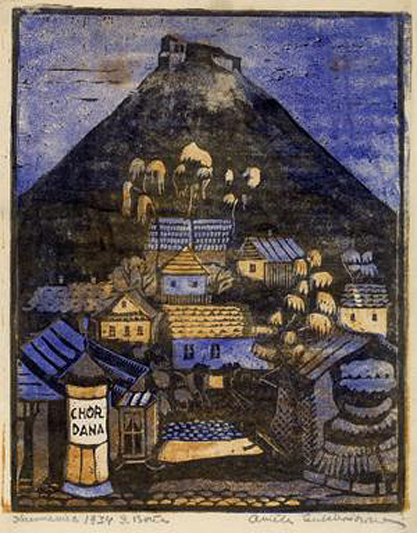
Góra Bony w Krzemieńcu, 1934

Tworzyła obrazy sztalugowe, witraże, rysunki oraz drzeworyty, choć większość jej prac stanowiły grafiki, które na początku bliskie były środowisku „Rytu”. Publikowała także artykuły publicystyczne w prasie.
Tworzyła nie zwracając uwagę na współczesne jej nurty. Podchodziła do swojej twórczości surowo i samokrytycznie: wiele swoich prac niszczyła już po ukończeniu. Jej drzeworyty często przedstawiają widoki architektoniczne, które ożywiała wprowadzając mocny, kontrastowy kolor, często korzystając z ciemnej zieleni, czerwieni, ugru i błękitu. Artystka tworzyła głównie widoki Starej Warszawy, pejzaże małomiasteczkowe oraz ryciny przedstawiające ogrody. Do nakładania barw używała dwóch lub trzech klocków, ew. płytki linoleum naklejonej na klocek drzeworytniczy, po czym prace poprawiała pędzelkiem. Nieliczne ryciny wykonywała w technice kolażu barwnego, odbijając poszczególne barwy z osobnych klocków. Znacznie częściej stosowała jednak technikę zbliżoną do monotypii. W klocku dla koloru czarnego opracowywała wówczas podstawowy zarys kompozycji. Na drugim klocku, przeznaczonym do odbijania kolorów, zaznaczała dłutkiem pola barwne, które wypełniała następnie poszczególnymi kolorami. W swoich rycinach chętnie stosowała charakterystyczny „grzebień”, wydzielając nim poszczególne fragmenty budynków. Katarzyna Kulpińska pisze, iż u Cukier „motyw architektoniczny wpisuje się mocnym akcentem w obszar własnej ekspresji”, czym wyróżnia się na tle prac z epoki, a jej drzeworyty charakteryzuje „spiętrzenie motywów”. W pracach tych brak jednej, wyraźnej dominanty. Pisząc o drzeworytach wystawionych na Pierwszej Międzynarodowej Wystawie Drzeworytu Nela Samotyhowa wspomina, że artystka przeobraziła „motywy staromiejskie na plansze o kolorycie subtelnych tkanin”.
Większość jej prac uległa zniszczeniu podczas powstania warszawskiego. Ocalały jej klocki drzeworytnicze, na podstawie których po wojnie odtworzono czarno-białe odbitki. Jej prace znajdują się m.in. w zbiorach warszawskiej Akademii Sztuk Pięknych, Biblioteki Narodowej, Gabinetu Rycin Biblioteki Uniwersyteckiej w Warszawie, Muzeum Narodowego w Warszawie, czy Żydowskiego Instytutu Historycznego.

## Wybrane wystawy
- 1933: Pierwsza Międzynarodowa Wystawa Drzeworytu, Instytut Propagandy Sztuki, Warszawa[18]
- 1934: wystawa stypendystów Zjednoczenia Organizacji Społecznych, Krzemieniec[8]
- 1934: wystawa z Marią Obrębską, oddział Instytutu Propagandy Sztuki w Łodzi[10]
- 1936: Druga Międzynarodowa Wystawa Drzeworytu, Instytut Propagandy Sztuki, Warszawa[18]
- 1937: Les Femmes Artistes d'Europe, Musee du Jeu du Paume, Paryż[27]
- 1938: Wystawa Anieli Cukierówny, Julii Keilowej, Antoniego Kudły, Czesława Rzepińskiego, Wacława Taranczewskiego, Instytut Propagandy Sztuki, Warszawa[15][6][28]
- 1939: Świat kobiety, Resursa Obywatelska, Warszawa[9]
- 1963: Aniela Cukierówna (1900–1944). Grafika, akwarele, Galeria Kordegarda, Zachęta Narodowa Galeria Sztuki, Warszawa[6][29]